# Monika Kusiak
Monika Agnieszka Kusiak – polska geochemiczka, polarniczka, profesor zwyczajny w Instytucie Geofizyki PAN.

## Wykształcenie i działalność zawodowa
W 1991 r. ukończyła Państwową Szkołę Muzyczną II stopnia w Krakowie w klasie fletu. W 1995 r. ukończyła roczne Studium Zarządzania i Biznesu na Uniwersytecie Jagiellońskim w Krakowie. W 1996 r. ukończyła studia geologiczne na Wydziale Biologii i Nauk o Ziemi Uniwersytetu Jagiellońskiego w Krakowie na podstawie pracy magisterskiej pt. „Proweniencja minerałów akcesorycznych z Górnośląskiego Zagłębia Węglowego”, której promotorem był prof. dr hab. inż. Marek Michalik. W 2003 r. uzyskała stopień doktora na podstawie dysertacji pt. „Age and geochemistry of detrital monazites from the Upper Carboniferous sediments of the Upper Silesia Coal Basin”, której promotorką była prof. dr hab. Nonna Bakun-Czubarow. Rozprawa doktorska została wyróżniona nagrodą Rady Naukowej Instytutu Nauk Geologicznych PAN. Stopień doktora habilitowanego uzyskała w 2010 r. za pracę pt. „Cyrkon i monacyt jako mikro-rejestratory procesów geologicznych”.  W 2021 r. uzyskała stopień magistra inżyniera na Wydziale Rolnictwa i Biologii Szkoły Głównej Gospodarstwa Wiejskiego w Warszawie na podstawie pracy „Wpływ stresu suszy i zasolenia na zawartość barwników asymilacyjnych wybranych roślin australijskich”, której promotorem był prof. dr hab. Hazem Kalaji. W 2021 roku otrzymała tytuł profesora nauk o Ziemi.
Pełni funkcje zarówno w strukturach Polskiej Akademii Nauk, jak i w strukturach międzynarodowych uniwersytetów i stowarzyszeń. W latach 2008–2018 była członkiem Rady Naukowej Instytutu Nauk Geologicznych PAN, a od 2021 r. członkiem Rady Naukowej Instytutu Geofizyki PAN. W latach 2010–2011 była zastępcą Kierownika Ośrodka Badawczego w Warszawie Instytutu Nauk Geologicznych PAN, członkiem Komisji Doktorskiej IGF PAN od 2023 r. W latach 2012–2017 była sekretarzem międzynarodowego projektu IGCP-SIDA 599 „The Changing Early Earth”. Od 2024 r. jest członkiem Międzynarodowej Rady Doradczej (International Advisory Board) Uniwersytetu w Nagoya, w Japonii. W związku z przygotowaniami do Międzynarodowego Roku Polarnego 2032/33 jest członkiem Międzynarodowego Naukowego Komitetu Arktycznego (International Arctic Science Committee ICARP) oraz polski przedstawicielem międzynarodowego projektu antarktycznego Antarctica InSYNC. Edytor czasopisma naukowego Elsevier Precambrian Research. W latach 2020–2023 była sekretarzem Komitetu Nauk Mineralogicznych PAN. Od 2024 r. jest członkiem Komitetu Nauk Geologicznych PAN, od 2025 sekretarzem Europejskiego Stowarzyszenia Geochemicznego (European Association of Geochemistry, EAG).

## Prace terenowe i badawcze
Brała udział w dwunastu wyprawach polarnych. Cześć z nich organizowała i była ich kierownikiem. Były to ekspedycje: na Wyspę Króla Jerzego w archipelagu Szetlandów Południowych w Antarktyce Zachodniej (2011); na Labrador (2014, 2017, 2023 – dwukrotnie); na Grenlandię (2019, 2022 – dwukrotnie, 2023); na Spitsbergen (2020, 2024). Uczestniczyła również w ekspedycji do Polskiej Stacji Antarktycznej im. Antoniego Bolesława Dobrowolskiego znajdującej się w Antarktydzie Wschodniej (2021–2022). Celem wyprawy była reaktywacja i rewitalizacja Stacji po 42 latach nieobecności Polaków w tym rejonie Antarktydy. Jest pierwszą i do tej pory jedyną Polką, która była w Polskiej Stacji Antarktycznej im. Antoniego Bolesława Dobrowolskiego.  
Eksplorowała naukowo również: Kraton Yilgarn (Australia), Kompleks Metamorficzny Higo (Japonia), Bengaluru (Indie), Góry Skaliste (Kanada), złoża złota, kobaltu, miedzi i żelaza na wyspie Hainan (Chiny), kopalnie węgla kamiennego w Trabzon (Turcja), Masyw Czeski (Czechy), Górnośląskie Zagłębie Węglowe (Polska).
Prowadzi prace badawcze i współpracuje z ośrodkami naukowymi między innymi w Japonii, Korei Południowej, Chinach, Australii, Stanach Zjednoczonych, Kanadzie, Wielkiej Brytanii, Szwecji, Niemczech i Francji.

## Ważniejsze dokonania naukowe
- Odkrycie nanosfer radiogenicznego ołowiu w cyrkonie i wyjaśnienie zagadnienia ‘odwrotnej niezgodności’ w geochronologii U-Pb.
- Wyznaczenie nowych rejonów występowania jednych z najstarszych skał na Ziemi i dokonanie rozróżnienia typów geochemicznych skał wczesnoarchaicznych Kompleksu Napier w Ziemi Enderby na Antarktydzie Wschodniej.
- Badania geologiczne w Bloku Saglek na Labradorze w Kanadzie i odtworzenie fragmentów budowy geologicznej tego obszaru.
- Prace nad wieloetapowym rozwojem skorupy archaicznej Kratonu Dharward w Indiach.
- Badania cyrkonów z próbek księżycowych z misji Apollo. – Badania meteorytów marsjańskich[5][16][17].

## Wybrane publikacje

### Artykuły
- Kusiak, M.A., Wirth, R. Wilde, S.A., Pidgeon, R.T., 2023. Metallic lead (Pb) nanospheres discovered in Hadean and Eoarchean zircon crystals at Jack Hills[18].
- Kusiak, M.A., Kovaleva, E., Vanderliek, D., Becker, H., Wilke, F., Schreiber, A., Wirth, R. 2022. Nano- and microstructures in lunar zircon from Apollo 15 and 16 impactites: implications for age interpretations[19].
- Kusiak, M.A., Dunkley, D.J., Wirth, R., Whitehouse, M.J., Wilde, S.A., Marquardt, K., 2015. Metallic lead nanospheres discovered in ancient zircons[20];
- Kusiak, M.A., Williams, I.S., Dunkley, D.J., Konečny, P., Słaby, E. & Martin, H. M. 2014. Monazite to the rescue: U-Th-Pb dating of the intrusive history of the composite Karkonosze pluton, Bohemian Massif[21];

### Książki
- Harley, S.L., Kelly, N.M., Kusiak, M.A., 2019. Ancient Antarctica: The Archean of the East Antarctic Shield, Chapter 35. In: Van Kranendonk, M.J., Bennett, V.C., Hoffmann, J.E. (Eds.), Earth’s Oldest Rocks (Second Edition). Elsevier, pp. 865-897. ISBN: 9780444639011
- Kusiak, M.A., Wilde, S., Wirth, R., Whitehouse, M., Dunkley, D.J., Lyon, I., Reddy S., Berry A., de Jonge, M. 2017. Detecting micro- and nano-scale variations in element mobility in high-grade metamorphic rocks: implication for precise U-Pb dating of zircon. Editors: D. Moser, J. Darling, S. Reddy, F. Corfu, K. Tait; In: AGU-Wiley monograph 232 “Microstructural Geochronology; Lattice to Atom-Scale Records of Planetary Evolution”; chapter 13: 279-291. ISBN: 978-1-119-22724-3; Doi: 10.1002/978119227250

## Ważniejsze nagrody i wyróżnienia
W 2016 r. została odznaczona Brązowym Krzyżem Zasługi. Jest stypendystką Fulbright Senior Award, Alexander von Humboldt Foundation, Marie Skłodowska-Curie Postdoctoral Fellowship, Japanese Society for the Promotion of Science, The Matsumae International Foundation, Group of Eight, Fundacja na rzecz Nauki Polskiej, Top 500 Innovators Ministerstwa Nauki i Szkolnictwa Wyższego.